# Condado de la Romera
El Condado de la Romera es un título nobiliario español, creado por la reina Isabel II el 28 de enero de 1847, a favor de Francisco de Paula Orlando y Fernández del Torco, ministro de Hacienda en dos ocasiones y presidente del Tribunal de Cuentas, durante el reinado de Isabel II.

## Condes de la Romera
|                                     | Titular                                          | Periodo                |
| Creación por Isabel II              | Creación por Isabel II                           | Creación por Isabel II |
| ----------------------------------- | ------------------------------------------------ | ---------------------- |
| I                                   | Francisco de Paula Orlando y Fernández del Torco | 1847-1869              |
| II                                  | María Jacinta Orlando e Ibarrola                 | 1870-                  |
| III                                 | María de la Concepción López-Roberts y Orlando   |                        |
| Rehabilitación por Francisco Franco |                                                  |                        |
| IV                                  | Carlos Orlando y Soto                            | 1961-1995              |
| "V"                                 | "María Luisa Orlando Bonet"                      | "1995-2000" (anulado)  |
| V                                   | Carlos Orlando Bonet                             | 2000-2002              |
| VI                                  | Marta Orlando de la Torre                        | 2002-actual titular    |

## Historia de los condes de la Romera
- Francisco de Paula Orlando y Fernández del Torco (1800-1869), I conde de la Romera.

1. Casó con Carmen Chaix y Tomasí.
2. Casó con Encarnación Ibarrola y Mollinero, marquesa de Zambrano. Le sucedió, de su segundo matrimonio, su hija:

- María Jacinta Orlando e Ibarrola, II condesa de la Romera

1. Casó con Dionísio López Roberts. Le sucedió, su única hija:

- María de la Concepción López-Roberts y Orlando (n. en 1858), III condesa de la Romera.

1. Casó con Fernando Jordán de Urríes y Ruiz de Arana, I marqués de Novallas, hijo de Juan Nepomuceno Jordán de Urríes y Salcedo V marqués de Ayerbe.
2. Casó con Luis Fernández de Córdoba y Remón Zarco del Valle, III marqués de Mendigorría. Sin descendientes de este matrimonio.

El título cae en el olvido hasta que el 29 de septiembre de 1961 es rehabilitado por:
- Carlos Orlando y Soto, IV conde de la Romera. Le sucedió, en 1995:

- "María Luisa Orlando Bonet", "V condesa de la Romera", desde 1995 al 2000, año en que le fue revocado el título para otorgárselo a:

- Carlos Orlando Bonet, V conde de la Romera. Le sucedió su hija:

- Marta Orlando de la Torre , VI condesa de la Romera